# Hédauville
Hédauville est une commune française située dans le département de la Somme, en région Hauts-de-France.

## Géographie

### Localisation

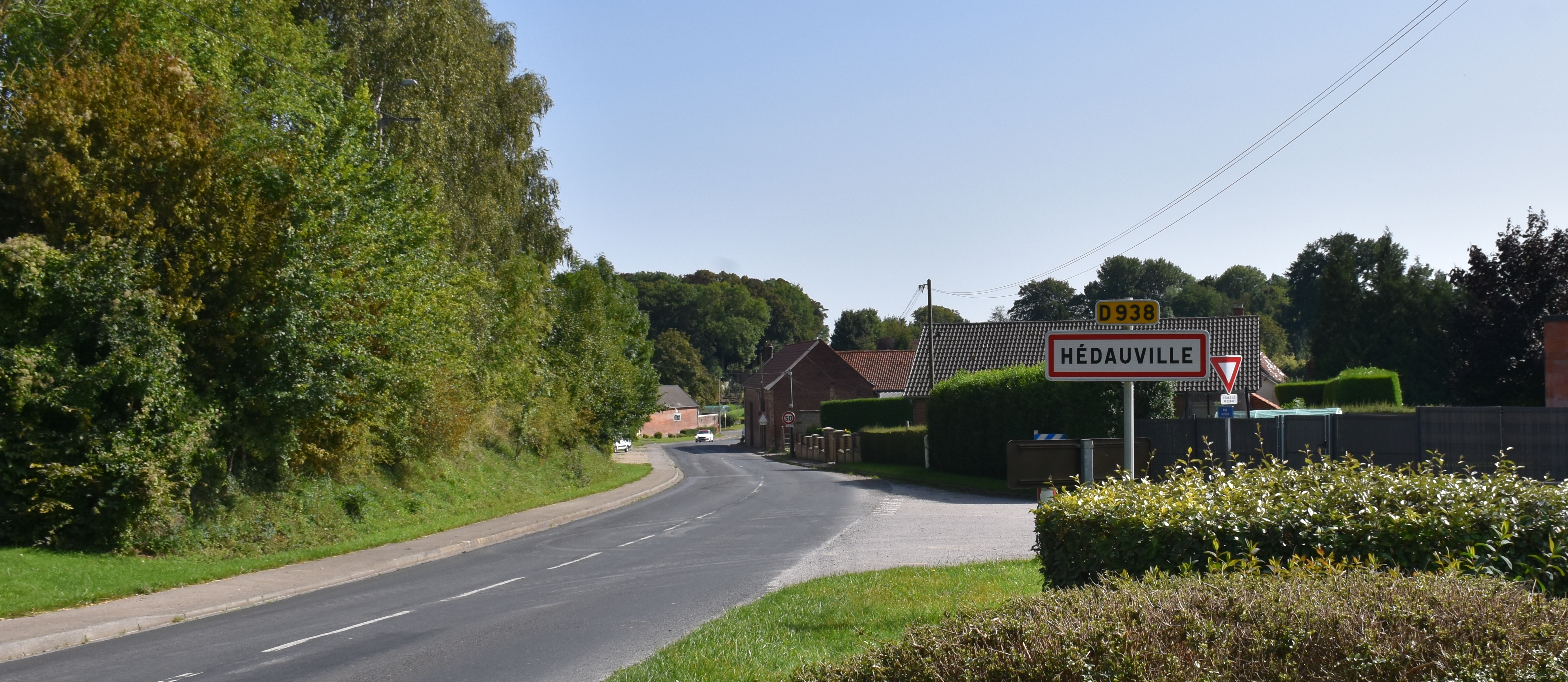
Une entrée de la commune.

Hédauville un village rural picard de l'Amiénois situé  à une trentaine de kilomètres au nord-est d'Amiens et  à  environ 9 km au nord-ouest d'Albert, au carrefour des anciennes routes nationales RN 319 (actuelle RD 919 d'Amiens à Arras) et RN 338 (actuelle RD 938 d'Albert à Doullens).
Il est desservi en 2019 par les autocars du réseau interurbain Trans'80 Hauts-de-France.
La commune est traversée du nord-est au sud-ouest par un vallon peu profond qui correspond au lit desséché d'un petit cours d'eau. Ce vallon dirige les eaux pluviales vers l'Hallue, affluent de la rive droite de la Somme.

#### Communes limitrophes
|                | Forceville    | Mailly-Maillet |
| Varennes       | Hédauville    | Englebelmer    |
| Warloy-Baillon | Senlis-le-Sec |                |

### Nature du sol et du sous-sol
Le sol est de nature argileuse. Les parties les plus basses sont composées de dépôts meubles sur les pentes douces. Sur les flancs de coteaux, le calcaire, qui forme l'essentiel du relief, affleure. Il s'agit de la craie blanche à silex. Le plateau est recouvert par le limon des plateaux formé de sable et d'argile.

### Hydrographie
La commune est située dans le bassin Artois-Picardie. Elle n'est drainée par aucun cours d'eau.

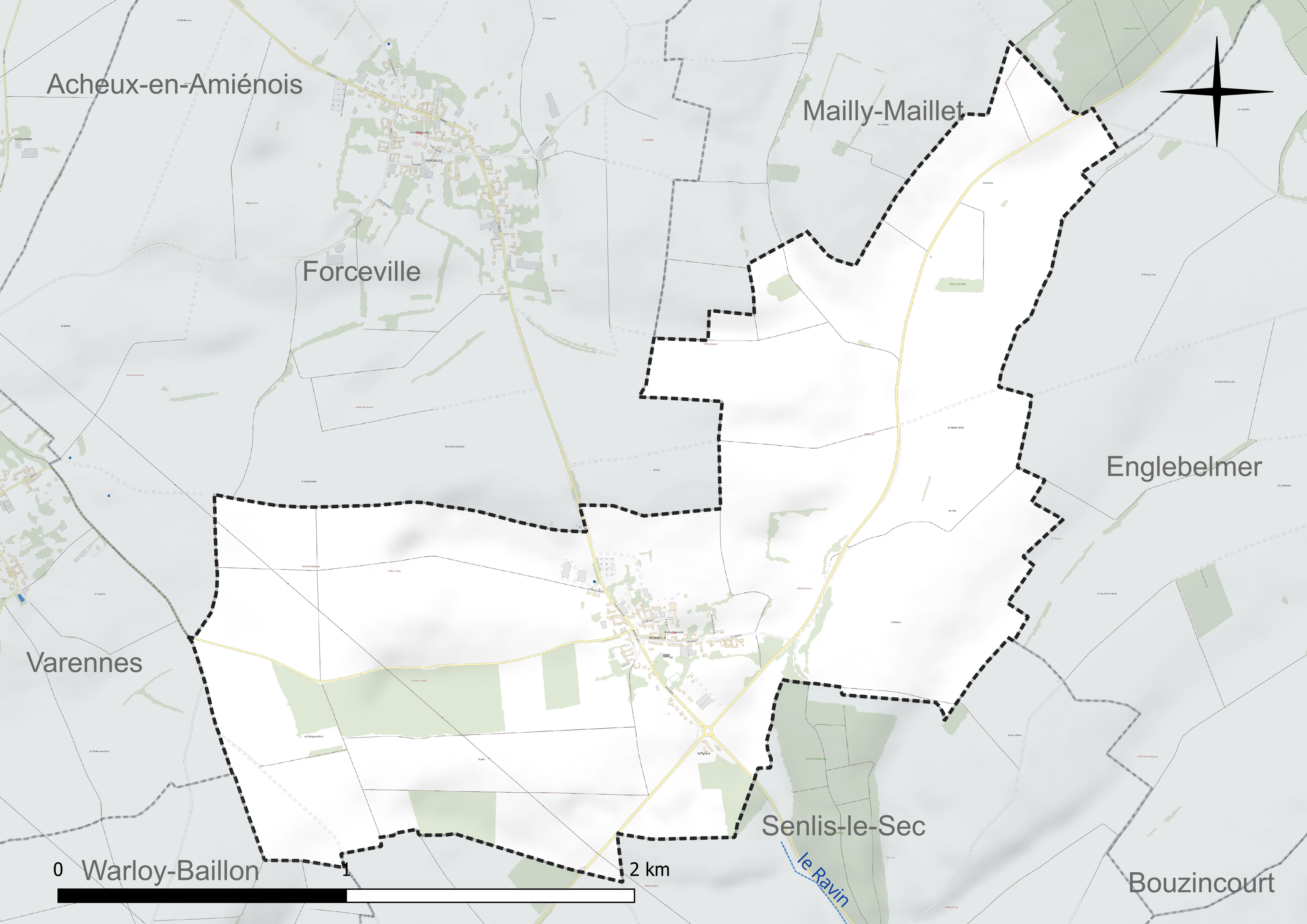
Réseau hydrographique d'Hédauville.

### Climat
Pour des articles plus généraux, voir Climat des Hauts-de-France et Climat de la Somme.
En 2010, le climat de la commune est de type climat océanique dégradé des plaines du Centre et du Nord, selon une étude du CNRS s'appuyant sur une série de données couvrant la période 1971-2000. En 2020, Météo-France publie une typologie des climats de la France métropolitaine dans laquelle la commune est exposée à un climat océanique et est dans la région climatique Nord-est du bassin Parisien, caractérisée par un ensoleillement médiocre, une pluviométrie moyenne régulièrement répartie au cours de l'année et un hiver froid (3 °C).
Pour la période 1971-2000, la température annuelle moyenne est de 10,1 °C, avec une amplitude thermique annuelle de 14,8 °C. Le cumul annuel moyen de précipitations est de 788 mm, avec 12,7 jours de précipitations en janvier et 8,9 jours en juillet. Pour la période 1991-2020, la température moyenne annuelle observée sur la station météorologique la plus proche, située sur la commune de Méaulte à 10 km à vol d'oiseau, est de 10,7 °C et le cumul annuel moyen de précipitations est de 730,3 mm,. Pour l'avenir, les paramètres climatiques de la commune estimés pour 2050 selon différents scénarios d'émission de gaz à effet de serre sont consultables sur un site dédié publié par Météo-France en novembre 2022.

## Urbanisme

### Typologie
Au 1er janvier 2024, Hédauville est catégorisée commune rurale à habitat dispersé, selon la nouvelle grille communale de densité à sept niveaux définie par l'Insee en 2022.
Elle est située hors unité urbaine. Par ailleurs la commune fait partie de l'aire d'attraction d'Amiens, dont elle est une commune de la couronne,. Cette aire, qui regroupe 369 communes, est catégorisée dans les aires de 200 000 à moins de 700 000 habitants,.

### Occupation des sols
L'occupation des sols de la commune, telle qu'elle ressort de la base de données européenne d'occupation biophysique des sols Corine Land Cover (CLC), est marquée par l'importance des territoires agricoles (92,9 % en 2018), en diminution par rapport à 1990 (99,9 %). La répartition détaillée en 2018 est la suivante : 
terres arables (92,9 %), zones urbanisées (7 %), forêts (0,1 %). L'évolution de l'occupation des sols de la commune et de ses infrastructures peut être observée sur les différentes représentations cartographiques du territoire : la carte de Cassini (XVIIIe siècle), la carte d'état-major (1820-1866) et les cartes ou photos aériennes de l'IGN pour la période actuelle (1950 à aujourd'hui).

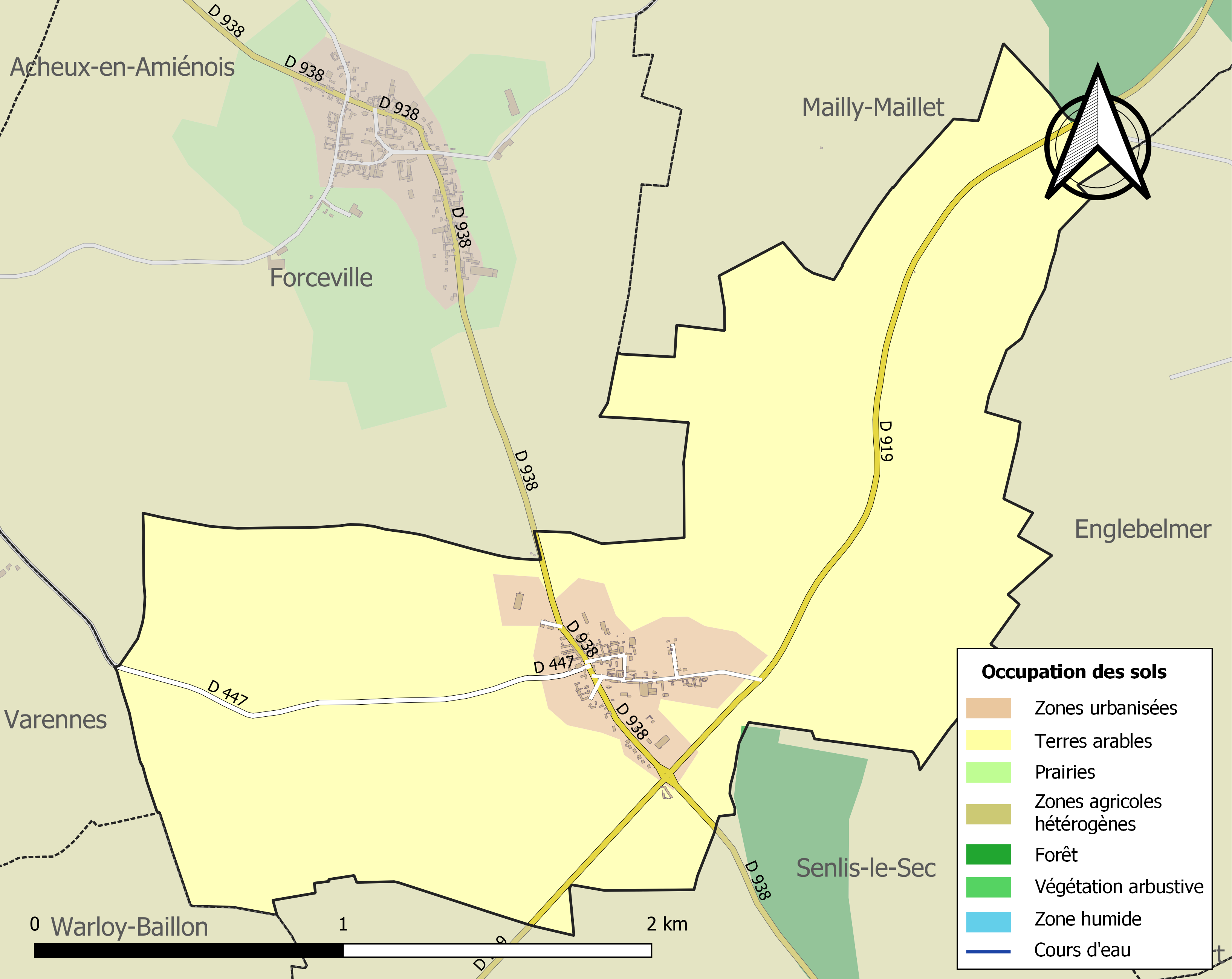
Carte des infrastructures et de l'occupation des sols de la commune en 2018 (CLC).

## Toponymie
On trouve plusieurs formes dans les textes anciens pour désigner Hédauville : Douxville (1113), Heudoville (1186), Hédoville (1200), Hédauvile (1249), Hédauvillé (1360), Hédauville (1680), Hédouville (1733), Hédeauville (1784),.

## Histoire

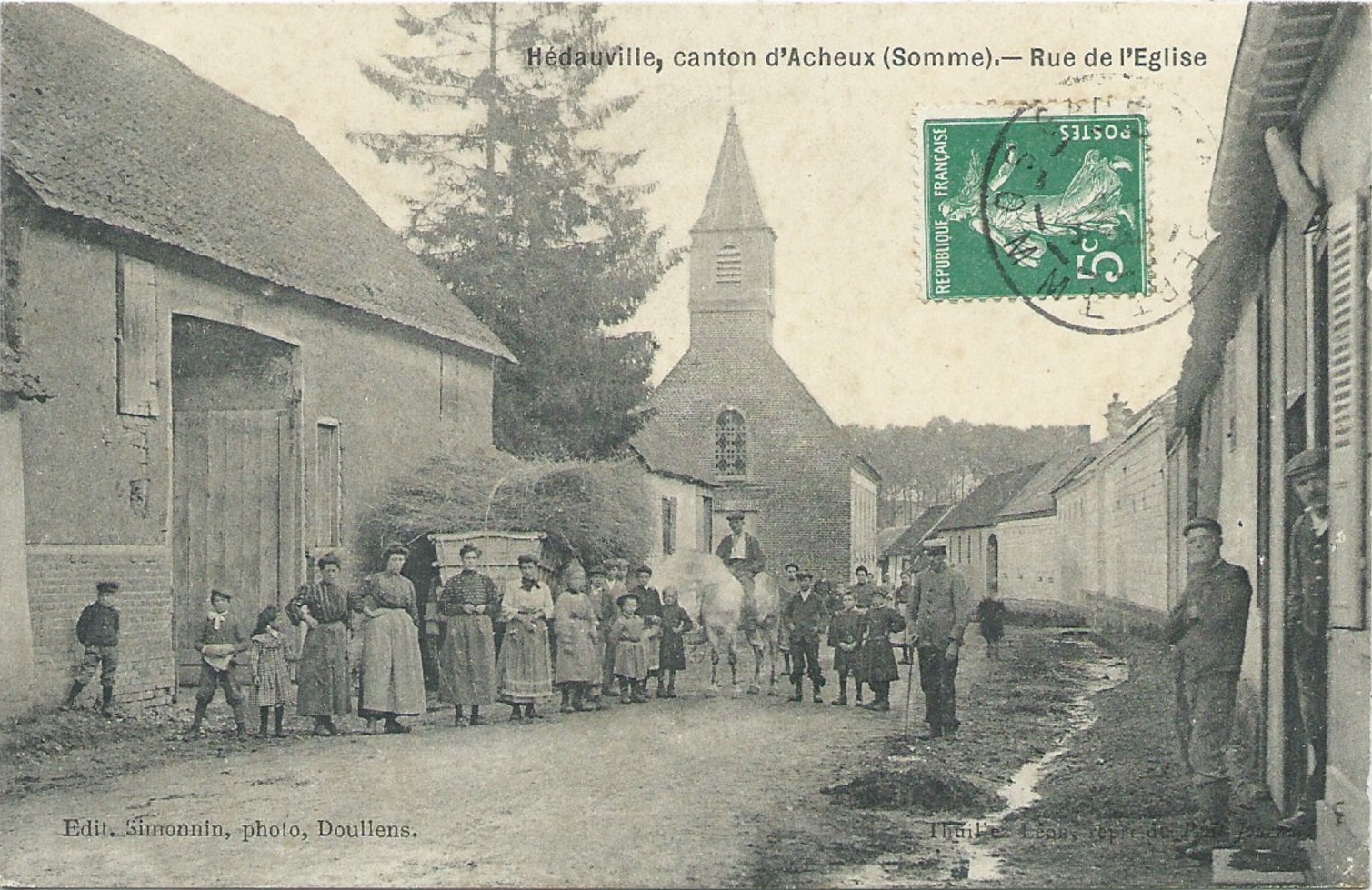
Carte postale du village vers 1910.

- Au XIIe siècle, Hédauville était la possession du prieuré Saint-Denis d'Amiens dépendant de l'abbaye de Marmoutiers, le fief portait le nom d'Hérauguières ou Roguières[2].
- Au début du XIIIe siècle, l'abbaye de Corbie possédait la moitié de la seigneurie d'Hédauville[14].
- Sous l'Ancien Régime, Hédauville ressortissait du bailliage d'Amiens, de la prévôté de Beauquesne et de l'élection de Doullens[14].
- Le château est  construit en 1724 pour Antoine de La Chesnet. La seigneurie est ensuite vendue en 1779 au marquis  Alexandre de Lameth qui le revend onze ans plus tard. Après plusieurs ventes au cours du XIXe siècle, la terre d'Hédauville est rachetée par la famille de Lameth en 1872[14].
- Pendant la Guerre franco-allemande de 1870, le village fut rançonné par l'armée allemande qui incendia une maison du village. Plusieurs jeunes gens de la commune combattirent dans l'armée française l'un d'eux fut grièvement blessé et mourut captif en Allemagne[2].

Première Guerre mondiale
Le village a été décoré de la Croix de guerre 1914-1918 le 28 octobre 1920.

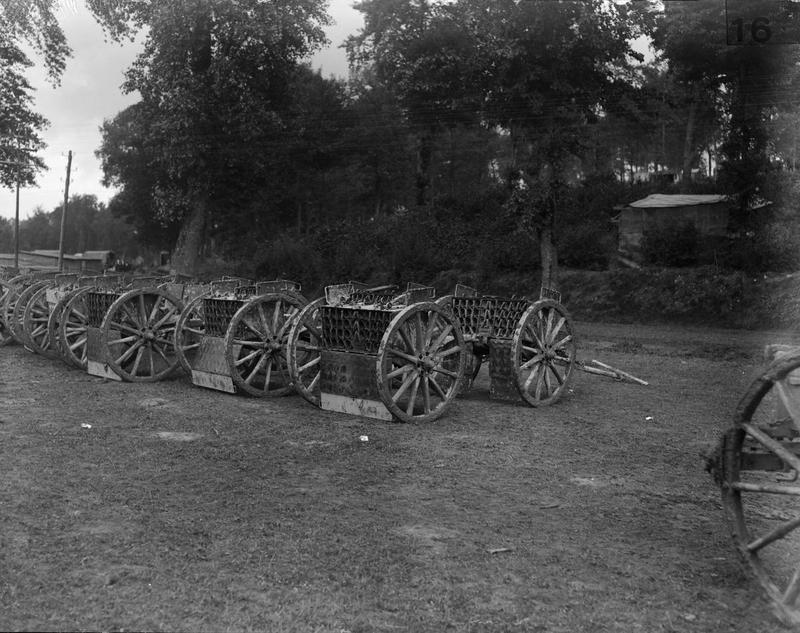
Le 1er juillet 1916, premier jour de la Bataille de la Somme, charriots de munitions pour canons français de 75 entre Hedauville et Bouzincourt
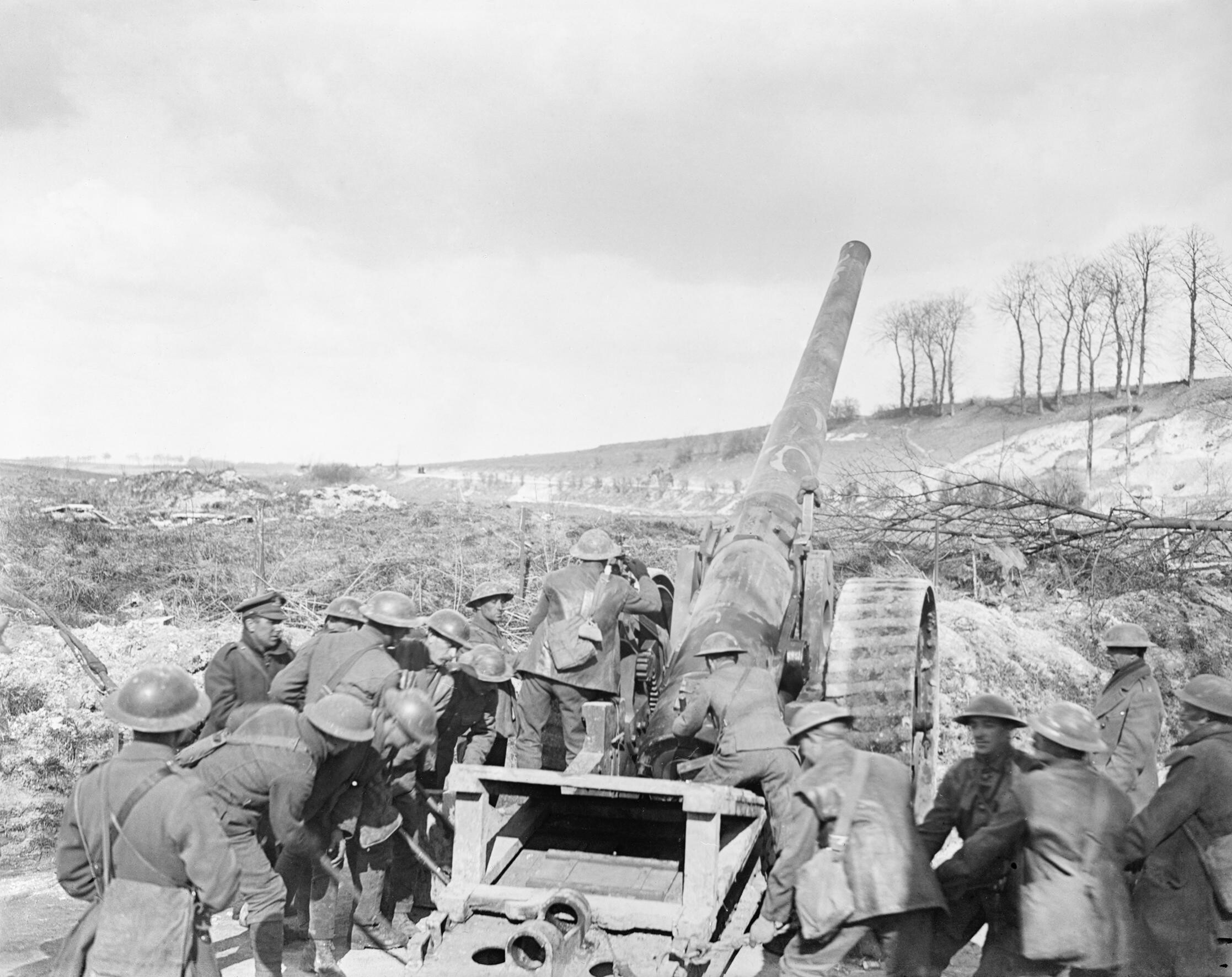
Canon britannique en action derrière un rideau de craie, près d'Hédauville, 26 mars 1918, pendant l'Offensive du Printemps.

## Politique et administration

### Rattachements administratifs et électoraux
Rattachements administratifs
La commune faisait partie depuis 1926 de l'arrondissement d'Amiens et du département de la Somme. Par arrêté préfectoral du 27 décembre 2016, la commune en a été est détachée  pour intégrer l'arrondissement de Péronne le 1er janvier 2017.
Elle faisait partie depuis 1801 du canton d'Acheux-en-Amiénois. Dans le cadre du redécoupage cantonal de 2014 en France, cette circonscription administrative territoriale a disparu, et le canton n'est plus qu'une circonscription électorale.
Rattachements électoraux
Pour les élections départementales, la commune fait partie depuis 2014 du canton d'Albert
Pour l'élection des députés, elle fait partie de la cinquième circonscription de la Somme.

### Intercommunalité
Hédauville est membre de la communauté de communes du Pays du Coquelicot, un établissement public de coopération intercommunale (EPCI) à fiscalité propre créé en 2001 et auquel la commune a transféré un certain nombre de ses compétences, dans les conditions déterminées par le code général des collectivités territoriales.

### Liste des maires
| Période                                  | Période                      | Identité         | Étiquette | Qualité                         |
| ---------------------------------------- | ---------------------------- | ---------------- | --------- | ------------------------------- |
| Les données manquantes sont à compléter. |                              |                  |           |                                 |
| mars 2001                                | En cours (au 8 octobre 2020) | Patrice Basserie |           | Réélu pour le mandat 2020-2026, |

## Démographie
L'évolution du nombre d'habitants est connue à travers les recensements de la population effectués dans la commune depuis 1793. Pour les communes de moins de 10 000 habitants, une enquête de recensement portant sur toute la population est réalisée tous les cinq ans, les populations de référence des années intermédiaires étant quant à elles estimées par interpolation ou extrapolation. Pour la commune, le premier recensement exhaustif entrant dans le cadre du nouveau dispositif a été réalisé en 2005.

En 2022, la commune comptait 107 habitants, en évolution de −14,4 % par rapport à 2016 (Somme : −1,26 %, France hors Mayotte : +2,11 %).
| 1793 | 1800 | 1806 | 1821 | 1831 | 1836 | 1841 | 1846 | 1851 |
| ---- | ---- | ---- | ---- | ---- | ---- | ---- | ---- | ---- |
| 295  | 273  | 309  | 337  | 378  | 371  | 347  | 348  | 337  |

| 1856 | 1861 | 1866 | 1872 | 1876 | 1881 | 1886 | 1891 | 1896 |
| ---- | ---- | ---- | ---- | ---- | ---- | ---- | ---- | ---- |
| 312  | 306  | 300  | 251  | 227  | 193  | 187  | 194  | 175  |

| 1901 | 1906 | 1911 | 1921 | 1926 | 1931 | 1936 | 1946 | 1954 |
| ---- | ---- | ---- | ---- | ---- | ---- | ---- | ---- | ---- |
| 183  | 172  | 188  | 138  | 129  | 147  | 151  | 119  | 134  |

| 1962 | 1968 | 1975 | 1982 | 1990 | 1999 | 2005 | 2006 | 2010 |
| ---- | ---- | ---- | ---- | ---- | ---- | ---- | ---- | ---- |
| 130  | 123  | 97   | 98   | 89   | 100  | 104  | 106  | 102  |

| 2015 | 2020 | 2022 | - | - | - | - | - | - |
| ---- | ---- | ---- | - | - | - | - | - | - |
| 122  | 111  | 107  | - | - | - | - | - | - |

## Économie
La commune n'héberge pas de services marchands. L'activité principale reste l'agriculture.

## Culture locale et patrimoine

### Lieux et monuments
- Le château, du XVIIIe siècle et son pigeonnier[24].

- Le cimetière militaire britannique : Communal Cemetery Extension.

- L'église de la Décollation-de-Saint-Jean-Baptiste, datant de 1840[25].

- Le monument aux morts[26].

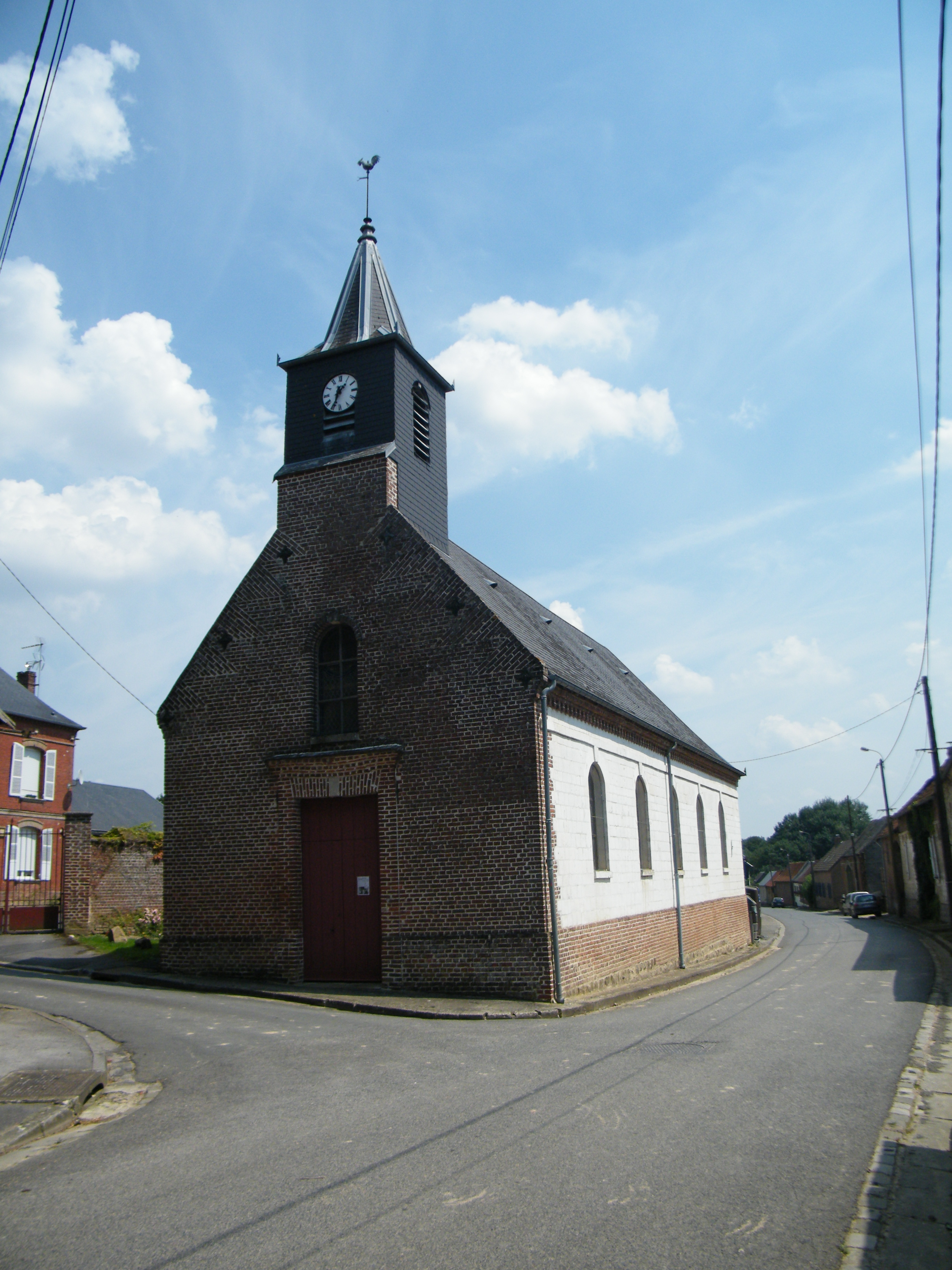
Église Saint-Jean-Baptiste.
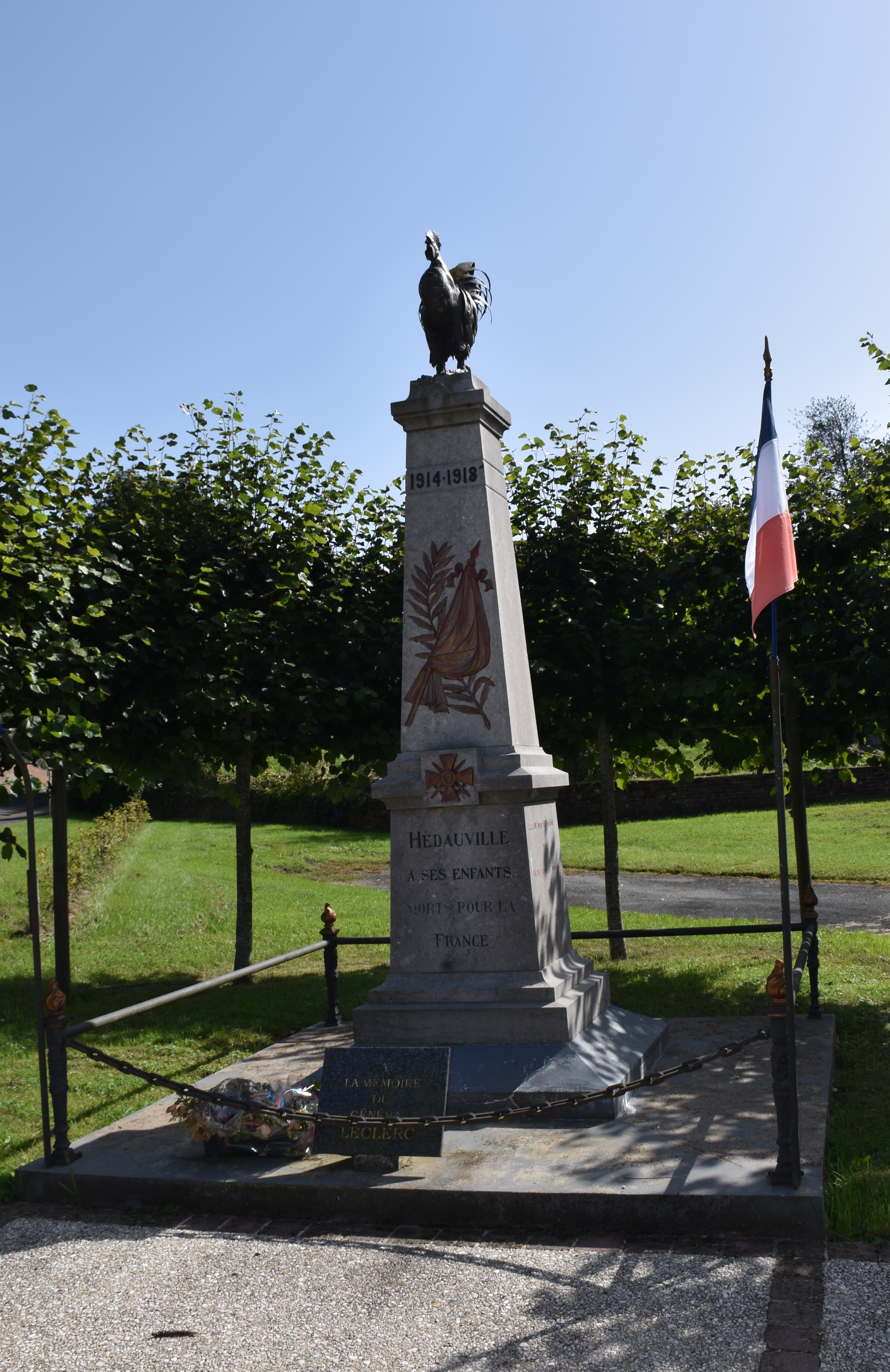
Le monument aux morts.
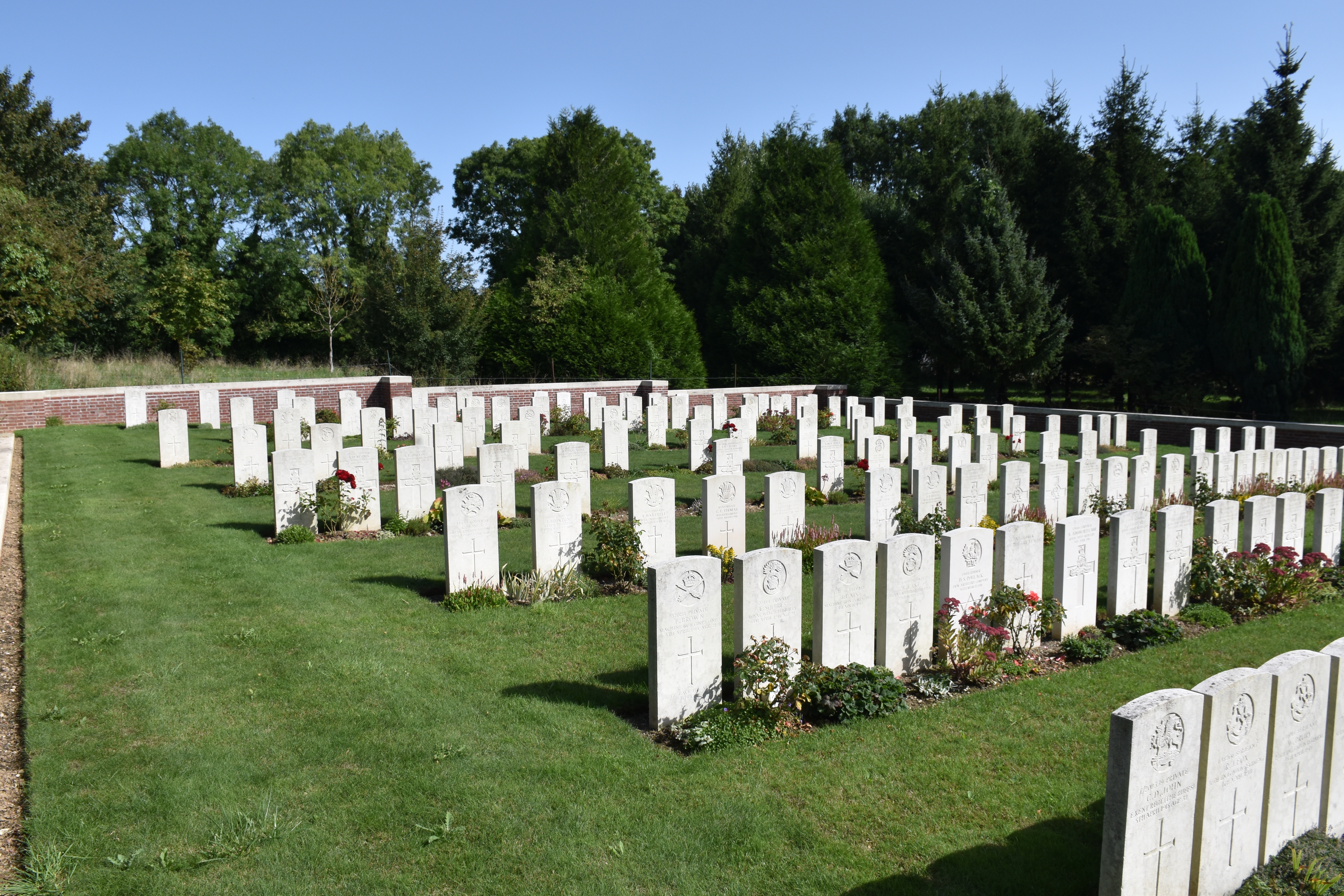
Le cimetière militaire britannique.

### Personnalités liées à la commune
- Le sire d'Aveluy était seigneur d'Hédauville en 1249[14].
- La seigneurie passa par achat à Gilles sire de Mailly et d'Acheux en 1361[14].
- En 1500, on trouve le nom de Louis d'Hédauville, seigneur de Saudricourt dans un titre concernant le monastère des minimes d'Amiens[14].
- Antoine Gosselin, né à Hédauville en 1580 et décédé en 1645, recteur de l'université de Poitiers, professeur de rhétorique au Collège Dubois dont il devint principal puis recteur de l'université de Caen. Il est l'auteur d'une histoire des antiquités gauloises intitulée, Historia gallorum veterum publiée à Caen en 1636 dont la rigueur fut contestée par Brochart en 1638[14].
- L'imitateur de télévision Yves Lecoq a été propriétaire du château de 1975 à 1980[27].

### Héraldique
| Blason de Hédauville | Blason  | Tiercé en pairle renversé : au 1er de sinople à trois croisettes recroisetées au pied fiché d'or, au 2e d'or à une fleur de coquelicot tigée et feuillée au naturel, au 3e d'azur à un agneau pascal couché d'argent tenant une croix haute d'or à la bannière d'argent chargée d'une croisette de gueules. |
| Blason de Hédauville | Détails | Adopté par le conseil municipal en 2023. |

## Pour approfondir